# Ozora Festival

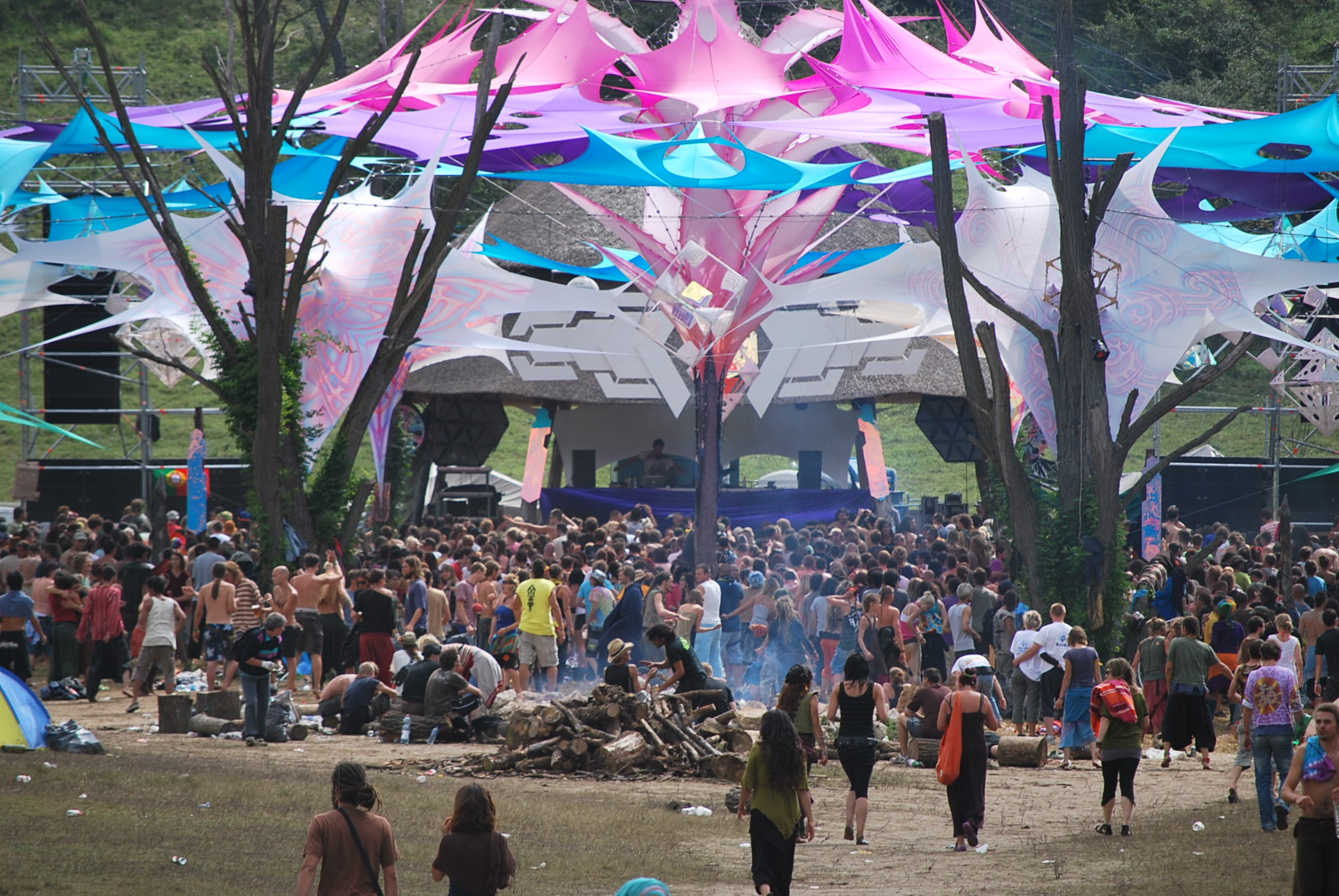
Ozora

Das Ozora Festival ist ein Festival für Psytrance und Psychedelische Kunst, welches seit 1999 nahe der Gemeinde Ozora in Ungarn stattfindet. Das Ozora Festival ist nach dem alle zwei Jahre in Portugal stattfindenden Boom Festival das größte Psytrance-Festival in Europa.
Das Festival-Areal mit mehreren Bühnen befindet sich etwa drei Kilometer von Ozora entfernt, fast vollständig im Gebiet der Nachbargemeinde Igar im Kreis Sárbogárd im Komitat Fejér. Die Besucherzahlen liegen offiziell bei 30.000–35.000 Besuchern, häufig wird aber von 60.000–75.000 Besucher gesprochen. Ein Festival dauert üblicherweise sieben Tage (von Montag bis Sonntag) und findet Ende Juli / Anfang August statt. Die Tore werden aber bereits mehrere Tage vorher für Besucher geöffnet und auf den meisten Bühnen (außer der Main Stage) wird dann schon Musik gespielt.